# إستر أبلين
إستر أبلين (بالإنجليزية: Esther Applin)‏‏ (24 نوفمبر 1895 - 23 يوليو 1972) عالمة جيولوجيا وعالمة أحفوريات أمريكية. حصلت على درجة البكالوريوس في الآداب عام 1919 من جامعة كاليفورنيا، بيركلي. وفي وقت لاحق أكملت درجة الماجستير التي تركزت على علم الأحافير الدقيقة. كانت شخصية بارزة في استخدام الأحافير المجهرية لتحديد عمر تكوين الصخور لاستخدامها في التنقيب عن النفط في منطقة خليج المكسيك. كانت اكتشافات أبلين حاسمة في عمليات الحفر الناجحة في صناعة النفط بأكملها. بالإضافة إلى ذلك فإن مساهمتها في الجيولوجيا، وبشكل أكثر تحديداً في دراسة علم الأحافير الدقيقة، وضعت الجيولوجيات على الخريطة وكانت محورية في علم الأحافير الدقيقة مثل الرجال في مجال العلوم الجيولوجي.

## النشأة والتعليم
وُلدت أبلين باسم إستر ريتشاردز في 24 نوفمبر 1895، في نيوارك في أوهايو، لغاري ريتشاردز وهو مهندس مدني في جيش الولايات المتحدة، وجيني ديفور. بسبب عمل والدها، عاشت في مدن مختلفة في أوهايو ثم عاشت في وقت لاحق في فورت دي موين، آيوا وانتقلت إلى سان فرانسيسكو في سن الثانية عشرة. عاشت ريتشاردز في جزيرة ألكتراز مع عائلتها من عام 1907 حتى عام 1920، بينما كان والدها يعمل في بناء سجن ألكتراز. من جزيرة ألكتراز سافرت إلى المدرسة (المدرسة الثانوية ثم الجامعة) عبر العبارة.
التحقت بجامعة كاليفورنيا في بيركلي، وتخرجت عام 1919 بدرجة شرف في علم الأحياء القديمة والجيولوجيا والجغرافيا الطبيعية.  في عام 1920 غادرت كاليفورنيا وانتقلت إلى هيوستن للعمل في شركة ريو برافو أويل. أثناء وجودها في بيركلي ركزت دراساتها على حفريات أكبر. ومع ذلك، فقد أثبت أن التعليم النظري ذو قيمة ضئيلة للحفر تحت الأرض لأن بقايا الحفريات في قصاصات الحفر كانت أصغر من أن يتم تحديدها بشكل فعال. لقد حددت أن علم الأحافير الدقيقة الموجودة في قصاصات الحفر يمكن أن تكون مفيدة في ارتباط التكوينات الصخرية تحت الأرض. ثم عادت إلى كاليفورنيا ودرست علم الأحافير الدقيقة وحصلت على درجة الماجستير.
في عام 1923 تزوجت من بول أبلين، الذي كان أيضًا جيولوجيًا. لديهما طفلان: لويز (مواليد 1926) وبول (مواليد 1927).

## المسيرة الوظيفية والإنجازات
في عام 1921 قدمت ورقة في أمهيرست، ماساتشوستس تفيد فيها نظريتها بأنه يمكن استخدام الأحافير المجهرية في التنقيب عن النفط، وتحديدا تاريخ التكوينات الصخرية في منطقة خليج المكسيك. سخر الجيولوجيون بنظريتها من ذوي الخبرة الأكبر، وتنازع عليها البروفيسور جي جيه جالواي من جامعة تكساس في أوستن.  في عام 1925، شاركت أبلين في تأليف ورقة مع ألفا إليسور وهيدفيج كنيكر، والتي أبلغت عن اكتشافاتها التي خلصت إليها أن التكوينات الصخرية الحاملة للنفط في منطقة ساحل الخليج يمكن أن تكون مؤرخة باستخدام الأحافير المجهرية. ظلت أبلين مع ريو برافو حتى عام 1927، حيث استمرت في قيادة استخدام علم الأحياء الدقيقة في صناعة النفط. ثم تمكنت من الحصول على مهنة ناجحة مع شركة ريو برافو أويل نظرًا لحقيقة أن دراساتها في علم الأحياء الدقيقة قدمت مؤشرات أحفورية للشركة التي كانت تتنافس على أفضل الطبقات الطبقية الحاملة للنفط. كانت مطابقة المؤشر الأحفوري الجزئي بين الطبقات الطبقية ليس فقط في منطقة ساحل الخليج، ولكن في مناطق أخرى أيضًا، الشكل الرئيسي للتنقيب عن النفط لشركات النفط. أثبتت اكتشافات أبلين أنها ضرورية ولا يمكن الاستغناء عنها لعمليات الحفر، حتى أصبح استخدام السجلات الكهربائية أكثر جدوى. ساهمت أبلين في إحداث تأثير دائم على كل من النساء اللائي سبق لهن دخول مجال الجيولوجيا الأحدث نسبيًا ودخوله قريبًا. حولت اكتشافات أبلين الجيولوجيا إلى حقل دراسة يمكن أن تشعر به النساء أكثر انفتاحًا - أكثر بكثير من المجالات الأخرى الأكثر رسوخًا.
بعد عملها في شركة ريو برافو أويل التي استمرت من 1920 إلى 1927، سعت أبلين للعمل كمستشار لشركات النفط الأخرى المختلفة وفعلت ذلك حتى عام 1944. في ذلك الوقت، في عام 1944 انتقلت أبلين وعائلتها إلى تالاهاسي، فلوريدا حيث عملت جنبًا إلى جنب مع زوجها في هيئة المسح الجيولوجي بالولايات المتحدة مع مهمة ربط حقول النفط في شرق تكساس عبر جنوب شرق الولايات المتحدة وإلى ولاية فلوريدا، وذلك باستخدام علم الأحياء الدقيقة وطرق أخرى.
في عام 1960 تلقت أبلين لوحة تقدير من جمعية الخليج للدراسات الجيولوجية، تقديراً لإنجازاتها ومساهماتها في هذا المجال.
بعد انخفاض «طفرة النفط» انتقلت أبلين وعائلتها إلى جاكسون في ميسيسيبي. من هناك، لا تزال أبلين تكتب ورقات عن الطبقات وهيكل الولايات الجنوبية الشرقية. في عام 1962 تقاعدت من هيئة المسح الجيولوجي، لكن بعد التقاعد استمرت في إجراء البحوث ونشر الأعمال.